# Вестник Национальной академии наук Республики Казахстан
Ве́стник Национа́льной акаде́мии нау́к Респу́блики Казахста́н (Вестник НАН РК; каз. Қазақстан Республикасы Ұлттық ғылым академиясының Хабаршысы) — научный журнал Национальной академии наук Республики Казахстан. Входит в Перечень научных изданий, рекомендуемых Комитетом по контролю в сфере образования и науки Министерства образования и науки Республики Казахстан для публикации основных результатов научной деятельности.

## История
Журнал создан в 1944 году как Вестник Казахского филиала АН СССР.
В 1946 году переименован в Вестник Академии наук Казахской ССР (Вестник АН КазССР).
В 1991 году переименован в Вестник Национальной академии наук Республики Казахстан.
Геологическая серия выходила с 1940 года, с 1994 года название сменилось на «Казахстан геологиясы». С 1999 года — журнал Министерства образования и науки РК и НАН РК.

## Редакция
Главный редактор — академик НАН РК М. Ж. Журинов.
Заместитель главного редактора — доктор технических наук, профессор, член-корреспондент НАН РК Б. Н. Абсадыков.

### Редакционная коллегия
- Доктор биологических наук, профессор, академик НАН РК Н. А. Айтхожина,
- Доктор исторических наук, профессор, академик НАН РК К. М. Байпаков,
- Доктор биологических наук, профессор, академик НАН РК И. О. Байтулин,
- Доктор биологических наук, профессор, академик НАН РК Р. И. Берсимбаев,
- Доктор химических наук, профессор, академик НАН РК А. М. Газалиев,
- Доктор сельскохозяйственных наук, профессор, академик НАН РК З. Д. Дюсенбеков,
- Доктор сельскохозяйственных наук, профессор, академик НАН РК Р. Е. Елешев,
- Доктор физико-математических наук, профессор, академик НАН РК Т. Ш. Кальменов,
- Доктор философских наук, профессор, академик НАН РК А. Н. Нысанбаев,
- Доктор экономических наук, профессор, академик НАН РК С. С. Сатубалдин;
- Доктор исторических наук, профессор, член-корреспондент НАН РК Х. М. Абжанов,
- Доктор физико-математических наук, профессор, член-корреспондент НАН РК М. Е. Абишев,
- Доктор технических наук, профессор, член-корреспондент НАН РК З. С. Абишева,
- Доктор сельскохозяйственных наук, профессор, член-корреспондент НАН РК Д. А. Баймуканов,
- Доктор исторических наук, профессор, член-корреспондент НАН РК Б. А. Байтанаев,
- Доктор физико-математических наук, профессор, член-корреспондент НАН РК А. Е. Давлетов,
- Доктор физико-математических наук, профессор, член-корреспондент НАН РК М. Н. Калимолдаев,
- Доктор географических наук, профессор, член-корреспондент НАН РК А. Р. Медеу,
- Доктор технических наук, профессор, член-корреспондент НАН РК Ж. У. Мырхалыков,
- Доктор биологических наук, профессор, член-корреспондент НАН РК Н. П. Огарь,
- Доктор технических наук, профессор, член-корреспондент НАН РК Г. Г. Таткеева,
- Доктор сельскохозяйственных наук, профессор, член-корреспондент НАН РК И. У. Умбетаев

### Редакционный совет
- академик РАН Е. П. Велихов,
- академик НАН Азербайджанской Республики Ф. М. А. Гашимзаде,
- академик НАН Украины В. В. Гончарук,
- академик НАН Республики Армения Р. Т. Джрбашян,
- академик РАН Н. П. Лавёров,
- академик НАН Республики Молдова С. А. Москаленко,
- академик НАН Республики Молдова В. Ф. Рудик,
- академик НАН Республики Армения А. С. Сагиян,
- академик НАН Республики Молдова И. К. Тодераш,
- академик НАН Республики Таджикистан М. М. Якубова,
- член-корреспондент НАН Республики Молдова Ф. Лупашку,
- д.т.н., профессор Р. Ш. Абиев,
- д.т.н., профессор К. В. Аврамов,
- д.м.н., профессор Ю. Аппель,
- д.м.н., профессор И. Банас,
- д.т.н., профессор А. В. Гарабаджиу,
- PhD, профессор О. П. Ивахненко,
- д.х.н., профессор И. Новак,
- д.х.н., профессор О. Х. Полещук,
- д.х.н., профессор А. И. Поняев,
- профессор М. Х. Селамат,
- д.т.н., профессор Г. С. Хрипунов,

## Индексирование в международных базах данных
С 2018 по 2021 год Вестник НАН РК индексировался в базе данных Web of Science (Emerging Sources Citation Index). По состоянию на 30 мая 2021 года индексирование прекращено.

## Критика
В №4 за 2019 год была опубликована статья "Null compactness for local, partial graphs in economic tasks". Критики, в числе которых чл.-корр. НАН РК М. Садыбеков, считают, что текст статьи представляет собой бессмыслицу и сгенерирован компьютерной программой, по-видимому, mathgen. По состоянию на апрель 2021 года упомянутая статья остаётся на страницах журнала в неизменном виде.